# Enrico II di Lovanio
Enrico II di Lovanio; in francese: Henri II de Louvain (1020 circa – 1079) è stato un nobile fiammingo fu Conte di Lovanio, dal 1054 alla sua morte.

## Origine
Enrico, secondo la Ex Chronicis Brab. in Magno Chron. Belg, riportato nel Recueil des historiens des Gaules et de la France. Tome 11 era il figlio primogenito del Conte di Lovanio, Lamberto II e di Oda di Verdun, che sia secondo la Huberto, Vita Sanctæ Gudilæ, che secondo la Ex Chronicis Brab. in Magno Chron. Belg, riportato nel Recueil des historiens des Gaules et de la France. Tome 11, era figlia del margravio di Anversa, Duca della Bassa Lorena (Lotaringia) e Duca dell'Alta Lorena (Lotaringia), Gothelo (o Gozelo o Gozzelone) I di Lotaringia detto il Grande; anche la Genealogica ex Stirpe Sancti Arnulfi descendentium Mettensis conferma che Oda era figlia di Gozzelone.
Lamberto II di Lovanio, secondo la Genealogica comitum Buloniensium era il figlio maschio secondogenito del Conte di Lovanio, Lamberto I e di Gerberga di Lorena, che, sempre secondo la Genealogica comitum Buloniensium era la figlia del Duca della Bassa Lorena, Carlo e della moglie Adelaide di Troyes (come conferma la Hugonis Floriacensis, Historia Francorum Senonensis), che era figlia del conte di Meux e conte di Troyes, Roberto di Vermandois.

## Biografia
Secondo il Chronicon Sigeberti, riportato nel Recueil des historiens des Gaules et de la France. Tome 11, suo padre, Lamberto detto Baldrico succedette al nipote Ottone, che aveva governato per un breve periodo, ed era stato colto da una improvvisa ed immatura morte; secondo alcuni Lamberto II divenne conte, usurpando il potere di Ottone, privando il nipote dei suoi diritti.
Invece, sia secondo la Huberto, Vita Sanctæ Gudilæ, che la Ex Chronicis Brab. in Magno Chron. Belg, riportato nel Recueil des historiens des Gaules et de la France. Tome 11, Lamberto II succedette al fratello, Enrico I e governò per 16 anni.
Suo padre, Lamberto II morì nel 1054, 16 anni dopo il fratello, Enrico I, come ci riferisce la Ex Chronicis Brab. in Magno Chron. Belg, riportato nel Recueil des historiens des Gaules et de la France. Tome 11 e fu inumato a Nivelles, e, come conferma ancora la Ex Chronicis Brab. in Magno Chron. Belg gli succedette il figlio primogenito, Enrico (Enrico II).
Di Enrico si hanno scarse notizie; viene citato dal Annalista Saxo, assieme al fratello Reginaldo (Heinricus comes et Reginherus), quando parla della discendenza della sorella, Adele (Adhela…nata de Brabancia ex castello quod dicitur Lovania seu vulgariter Lovene).
Enrico II morì nel 1079 e fu inumato inumato a Nivelles, nel chiostro di Santa Gertrude.
Gli succedette il figlio primogenito, Enrico (Enrico III), come ci conferma la Genealogia Ducum Brabantiæ Heredum Franciæ.

## Matrimonio e discendenza
Enrico II, come conferma il Chronicon Affligemense, aveva sposato Adelaide di Betuwe, che, secondo un documento citato dall'ecclesiastico e storico, belga, del XVII secolo, Aubertus Miraeus o Aubert le Mire (Bruxelles, 30 novembre 1573 - Anversa, 19 ottobre 1640), nel suo Opera diplomatica et historica, tomus I (non consultato), era figlia di Everardo conte di Betuwe e della moglie di cui non conosciamo né il nome né gli ascendenti; dopo che era rimasta vedova, Adelaide viene citata nel documento nº 184 del Ooorkondenboek der graafschappens Gelre en Zutfen, Eerste gedeelte (non consultato), per una donazione in suffragio dell'anima del marito, Enrico, ad una chiesa di Utrecht; sempre secondo il Chronicon Affligemense, dopo che era rimasta vedova, Adelaide assieme ai figli, Enrico III, conte di Lovanio e Bruxelles e Goffredo, fu tra i fondatori dell'Abbazia di Affligem; Adelaide (Adeloia venerabilis vidua) viene ricordata tra i fondatori dell'abbazia anche dal documento n° CLXXII di papa Eugenio III, datato 1147, della Patrologia Latina, Vol. 180.
Enrico II dalla moglie ebbe quattro figli:
- Enrico ( † 1095), Conte di Lovanio[12]
- Goffredo ( † 1139), Conte di Lovanio e Duca della Bassa Lorena (Lotaringia)[12]
- Ida ( † 1139), che, come ci conferma la Chronica Albrici Monachi Trium Fontium, aveva sposato il conte d'Hainaut, Baldovino II[16]
- Alberone ( † 1128), vescovo di Liegi (domnus Albero primicerius ex clero Sancti Stephani Metensis, frater ducis Lovaniensis Godefridi), come ci ricordano i Aegidii Aurævallensis Gesta Episcoporum Leodiensium records[17].

## Ascendenza
|                        |                      |                     | Genitori                |  |  | Nonni |  |  | Bisnonni                        |  |  | Trisnonni               |  |
|                        |                      |                     |                         |  |  |       |  |  | Reginardo III, conte di Hainaut |  |  | Reginardo II di Hainaut |  |
|                        |                      |                     |                         |  |  |       |  |  | Reginardo III, conte di Hainaut |  |  | Reginardo II di Hainaut |  |
|                        |                      | …                   |                         |  |  |       |  |  | Reginardo III, conte di Hainaut |  |  |                         |  |
| Lamberto I di Lovanio  |                      |                     |                         |  |  |       |  |  | Reginardo III, conte di Hainaut |  |  |                         |  |
|                        |                      | Adele d'Alvernia    | …                       |  |  |       |  |  |                                 |  |  |                         |  |
|                        |                      | Adele d'Alvernia    | …                       |  |  |       |  |  |                                 |  |  |                         |  |
|                        |                      | Adele d'Alvernia    | …                       |  |  |       |  |  |                                 |  |  |                         |  |
| Lamberto II di Lovanio |                      | Adele d'Alvernia    |                         |  |  |       |  |  |                                 |  |  |                         |  |
|                        |                      | Carlo I di Lorena   | Luigi IV di Francia     |  |  |       |  |  |                                 |  |  |                         |  |
|                        |                      | Carlo I di Lorena   | Luigi IV di Francia     |  |  |       |  |  |                                 |  |  |                         |  |
|                        |                      | Carlo I di Lorena   | Gerberga di Sassonia    |  |  |       |  |  |                                 |  |  |                         |  |
| Gerberga di Lorena     |                      | Carlo I di Lorena   |                         |  |  |       |  |  |                                 |  |  |                         |  |
|                        |                      | Adelaide di Troyes  | Roberto di Vermandois   |  |  |       |  |  |                                 |  |  |                         |  |
|                        |                      | Adelaide di Troyes  | Roberto di Vermandois   |  |  |       |  |  |                                 |  |  |                         |  |
|                        |                      | Adelaide di Troyes  | Adelaide di Châlon      |  |  |       |  |  |                                 |  |  |                         |  |
| Enrico II di Lovanio   |                      | Adelaide di Troyes  |                         |  |  |       |  |  |                                 |  |  |                         |  |
|                        | Goffredo I di Verdun | Gozlin              |                         |  |  |       |  |  |                                 |  |  |                         |  |
|                        | Goffredo I di Verdun | Gozlin              |                         |  |  |       |  |  |                                 |  |  |                         |  |
|                        | Goffredo I di Verdun | Oda di Metz         |                         |  |  |       |  |  |                                 |  |  |                         |  |
| Gothelo I di Lorena    | Goffredo I di Verdun |                     |                         |  |  |       |  |  |                                 |  |  |                         |  |
|                        |                      | Matilde di Sassonia | Ermanno di Sassonia     |  |  |       |  |  |                                 |  |  |                         |  |
|                        |                      | Matilde di Sassonia | Ermanno di Sassonia     |  |  |       |  |  |                                 |  |  |                         |  |
|                        |                      | Matilde di Sassonia | Ildegarda di Westerburg |  |  |       |  |  |                                 |  |  |                         |  |
| Oda di Verdun          |                      | Matilde di Sassonia |                         |  |  |       |  |  |                                 |  |  |                         |  |
|                        |                      | …                   | …                       |  |  |       |  |  |                                 |  |  |                         |  |
|                        |                      | …                   | …                       |  |  |       |  |  |                                 |  |  |                         |  |
|                        |                      | …                   | …                       |  |  |       |  |  |                                 |  |  |                         |  |
| …                      |                      | …                   |                         |  |  |       |  |  |                                 |  |  |                         |  |
|                        |                      | …                   | …                       |  |  |       |  |  |                                 |  |  |                         |  |
|                        |                      | …                   | …                       |  |  |       |  |  |                                 |  |  |                         |  |
|                        |                      | …                   | …                       |  |  |       |  |  |                                 |  |  |                         |  |
|                        |                      | …                   |                         |  |  |       |  |  |                                 |  |  |                         |  |

### Fonti primarie
- (LA)  Recueil des historiens des Gaules et de la France. Tome 11.
- (LA)  Monumenta Germaniae Historica, Scriptores, tomus VI.
- (LA)  Monumenta Germaniae Historica, Scriptores, tomus IX.
- (LA)  Monumenta Germaniae Historica, Scriptores, tomus XV.2.
- (LA)  Monumenta Germaniae Historica, Scriptores, tomus XXIII.
- (LA)  Monumenta Germaniae Historica, Scriptores, tomus XXV.
- (LA)  Patrologia Latina, Vol. 180